# Cao Xuân Dục
Pour les articles homonymes, voir Cao.
Dans ce nom, le nom de famille précède le nom personnel.
 (mars 2011).
 (juin 2014).
Si vous disposez d'ouvrages ou d'articles de référence ou si vous connaissez des sites web de qualité traitant du thème abordé ici, merci de compléter l'article en donnant les références utiles à sa vérifiabilité et en les liant à la section « Notes et références ».
Cao Xuân Dục (高春育 1843-1923) est un érudit, un mandarin ayant marqué l'histoire et un conseiller juridique durant la Dynastie Nguyễn au Viêt Nam.

## Biographie

### Jeunesse et formation
Cao Xuân Dục naquit en 1843 dans le village de Thịnh Mỹ, province de Nghệ An. Issu d'une famille de lettrés, il reçut une éducation classique approfondie et obtint le titre de bachelier en 1876. Il partage la même classe que le célèbre patriote anti-français, Phan Đình Phùng, originaire de Hà Tĩnh. Son parcours académique fut marqué par l'influence de maîtres renommés tels que Nguyễn Văn Giai et Phan Huy Ích, qui lui inculquèrent un goût prononcé pour l'histoire et la littérature.
Il sert sous les Empereurs Nguyễn Đồng Khánh, Thành Thái, Duy Tân et tient plusieurs postes gouvernementaux importants : Gouverneur (Tuần phủ) de Hưng Yên (1889), gouverneur (Tổng đốc) de Sơn Tây, Hưng Hóa , Tuyên Quang (1889), gouverneur (Tổng đốc) de Định Ninh (1896) et ministre de l'Éducation (1907).
Cao Xuân Dục est un des quatre conseillers supérieurs proches de l'Empereur pendant le conflit franco-vietnamien au début du XXe siècle.
Les autorités françaises ayant exprimé le désir de voir Trương Như Cương, président du Conseil et pro-français notoire, nommé vice-roi de l'empereur Thành Thái, une pétition en ce sens est soumise aux hauts fonctionnaires pour signature. Cao Xuân Dục refuse et écrit le bref poème suivant :
| 天無二日 國無兩王 臣高春育 不可旡 | le ciel ne peut pas avoir deux soleils une nation ne peut pas avoir deux rois votre serviteur Cao Xuân Dục ne peut pas signer |

Il s'ensuit une campagne de calomnies contre Cao Xuân Dục qui est rétrogradé à un poste local modeste à Hoàng Xá, province de Sơn Tây, à l'extérieur d'Hanoi.

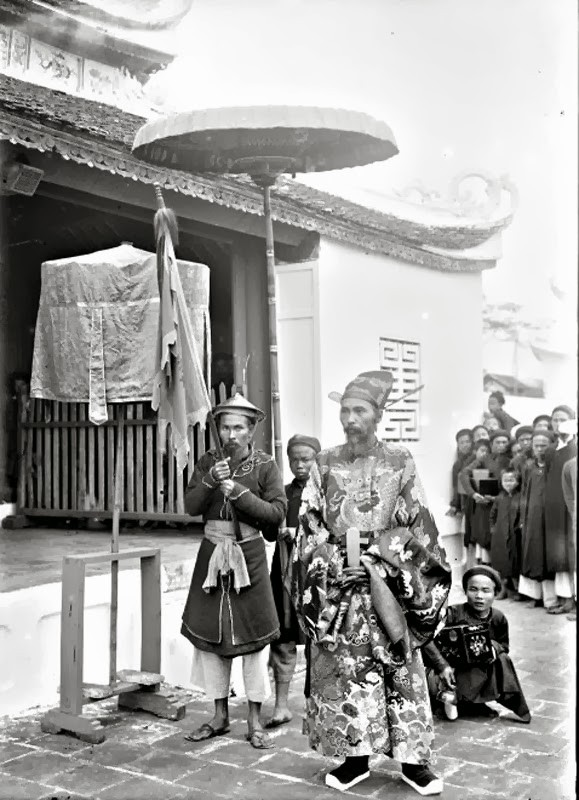
Cao Xuan Duc

Il est, avec Tôn Thất Hân, Nguyễn Hữu Bài, Huỳnh Côn, Miên Lịch et Lê Trinh l'un des six membres du conseil de régence de Duy Tân, mis en place par les Français pour contrôler le jeune empereur.
Renvoyé par les Français, Cao Xuân Dục prend sa retraite en 1913 pour se consacrer à la construction de sa bibliothèque, appelée « Bibliothèque-musée Long Cương » (Long Cương Bảo Tàng Thư Viện), Long Cương étant son pseudonyme. Celle-ci a pour but de préserver la littérature du Viêt Nam.
L'histoire officielle souligne sa droiture, son courage et la loyauté dont il a fait preuve,. Mais d'autres considèrent que son rôle était ambigu, « entre la soumission pure et simple à l’étranger et la volonté de défendre l’autonomie de la Cour ».

### Contributions intellectuelles et littéraires

#### Ses contributions en tant qu'historien
Participation à la compilation des Annales de Đại Nam: Cao Xuân Dục a joué un rôle important dans la compilation des Annales de Đại Nam (Đại Nam thực lục), un vaste ensemble de documents historiques couvrant la période de 1369 à 1925. Il a été nommé rédacteur en chef en 1888 et a supervisé la publication de plusieurs volumes.
Auteur de plusieurs ouvrages historiques: En plus de son travail sur les Annales de Đại Nam, Cao Xuân Dục a également écrit plusieurs ouvrages historiques importants, notamment:
- Quốc triều chính biên toát yếu: Un résumé de l'histoire du Viêt Nam depuis la dynastie Lý jusqu'à la dynastie Nguyễn.
- Quốc triều khoa bảng lục: Un registre des diplômés des examens impériaux vietnamiens.
- Đại Nam nhất thống chí: Une description géographique du Viêt Nam.

Contribution à la recherche sur la toponymie: Cao Xuân Dục a également contribué à la recherche sur la toponymie vietnamienne. Il a compilé un dictionnaire des noms de lieux du Viêt Nam, qui a été publié en 1919.

#### Ses contributions en tant que littérateur
Poète et prosateur: Cao Xuân Dục était également un poète et un prosateur accompli. Il a écrit de nombreux poèmes et essais sur divers sujets, notamment l'histoire, la culture et la morale.
Fondateur de la bibliothèque Long Cương: En 1908, Cao Xuân Dục a fondé la bibliothèque Long Cương à Vinh, dans la province de Nghệ An. Cette bibliothèque abritait une vaste collection de livres et de manuscrits sur l'histoire, la littérature et la culture vietnamiennes. La bibliothèque a été détruite pendant la guerre du Viêt Nam, mais une partie de la collection a été conservée.
Une rue de Saigon (l'actuelle Ho Chi Minh ville) porte son nom. Une sculpture de Cao Xuân Dục a été réalisée sur un mur dans une grotte de Hoàng Xá.
Ses descendants continuent à protéger la mémoire de Cao Xuân Dục. Parmi eux, son fils Cao Xuân Tiếu, sa fille Cao Thị Hoà, ses beaux-fils Đặng Văn Thụy, Nguyễn Duy Nhiếp, ses petits-fils Cao Xuân Huy, Hoàng Minh Giám et son arrière-petit-fils Cao Xuân Hạo.